# قرانيا
القرانيا جنس نباتي ينتمي إلى الفصيلة القرانية ويضم ما بين ثلاثين وستين نوعًا من النباتات الخشبية.

## من أنواعهاالواطنةفيالوطن العربي
- القرانيا الأوروبية (باللاتينية: Cornus mas) في بلاد الشام والأقاليم السورية الشمالية وتركيا
- القرانيا الدموية (باللاتينية: Cornus sanguinea) في بلاد الشام والأقاليم السورية الشمالية وتركيا والقوقاز وكل أوروبا

## من أنواعها غير الموجودة في الوطن العربي
- القرانيا البيضاء (باللاتينية: Cornus alba) في القوقاز
- القرانيا القوقازية (باللاتينية: Cornus meyeri) في القوقاز